# パパドゥ
株式会社パパドゥ（英: PAPADO, Inc.）は、東京都渋谷区に所在する日本の芸能事務所。
アニメ製作会社（当時）兼芸能プロダクションキティ・フィルムでマネジャーをしていた山田美千代が1982年に独立して設立した芸能事務所である。
所属するアーティストは実力派俳優・女優が中心となっているが子会社、パパドゥ音楽出版（英記PAPADO Music Publishers,Inc.）でバーターも豊富で松たか子（2011年春に個人事務所を設立し独立）やAkeboshiや光永亮太（2008年に退社）など歌手として活動するアーティストも積極的に手がける。
所属アーティスト同士のコラボレーションも豊富で、江口主演のTBS系テレビドラマ『逃亡者 RUNAWAY』の主題歌「時の舟」を松が担当（楽曲提供はAkeboshi）している。
所属アーティストの個性を最大限生かす丁寧なマネジメントが得意。また、関連会社のパパドウ音楽出版は日本音楽制作者連盟に加盟している。

## 所属タレント
- 市川実和子
- 伊武雅刀
- 江口洋介
- 大楠道代
- 京野ことみ
- 工藤阿須加
- クリス智子
- 濱田マリ
- 橋本しん(Sin)
- 原田麻由
- 風吹ジュン
- 矢島健一
- 兼光ほのか
- 中島多羅
- 中田クルミ
- 松浦りょう
- 御子柴彩里

## 過去の所属タレント
- Akeboshi
- 新井浩文
- 江波杏子（アルファエージェンシー移籍後死去）
- 北浦愛
- 黒木華
- 柴本幸
- 高橋侃
- 永山瑛太
- 永山絢斗
- 藤井萩花
- 穂志もえか
- 松たか子
- 水島かおり
- 光永亮太
- 森本レオ
- ラッキィ池田

## 関連会社
- パパドゥ音楽出版